# Космос-2136
Космос-2136 је један од преко 2400 совјетских вјештачких сателита лансираних у оквиру програма Космос.
Космос-2136 је лансиран са космодрома Тјуратам, Бајконур, СССР, 6. марта 1991. Ракета-носач Сојуз је поставила сателит у орбиту око планете Земље. Маса сателита при лансирању је износила 6300 килограма. Космос-2136 је био војни сателит за фотографску картографију.